# دمام (شهر)
دمام (به عربی: مدینة الدمام) شهری بندری در کشور پادشاهی عربستان سعودی واقع در شبه جزیره عربستان است. این شهر مرکز استان شرقی است و یکی از مهمترین شهرهای عربستان سعودی در کنار خلیج فارس و از مهمترین بنادر این کشور است. این شهر یکی از غنی‌ترین مناطق نفت‌خیز جهان است. بعضی از ادارات مهم دولتی در مرکز شهر قرار دارد.
فرودگاه بین‌المللی ملک فهد در ۲۰ کیلومتری غرب این شهر قرار دارد. مردم این شهر اهل سنت هستند. شهر دمام در نزدیکی شهرهای خبر و ظهران قرار گرفته‌است.

## جمعیت
جمعیت شهر دمام بر پایهٔ سرشماری عمومی نفوس و مسکن در سال ۲۰۰۷ میلادی، برابر با دو میلیون نفر بوده‌است.و همگی مسلمان و از مذهب اهل سنت هستند. پیشهٔ مردم شهر کارمند دولتی، کشاورزی، صید، تجارت و صناعت است. بزرگترین شرکت‌های شهر به نام آرامکو معروف است، همچنین مقر اصلی شرکت بزرگ سابک در این شهر واقع شده‌است.

## پیشینهٔ تاریخی
پژوهشگران برآنند که پیشینهٔ دمام به عصر سنگ (عصر حجر) بر می‌گردد. آثاری از این دوران در کنار منطقهٔ (عین السیح) واقع در ۱۳ کیلومتری جنوبی شهر الخبر بدست آمده‌است که نشانی از قدمت شهر است. بعد از آن قبیلهٔ الدواسر شهر را بازسازی نمودند. هنوز یکی از قدیمی‌ترین محله‌های دمام به نام (حی الدواسر) یعنی محلهٔ دواسر مشهور است، نسبتاً به قبیلهٔ الدواسر اما آبادی و شهرت این شهر در سدهٔ بیستم از قرن گذشته میلادی بروز نمود؛ هنگامی که نفت در این منطقه اکتشاف شد.

## مناطق دمام
| - الصدفة - الراکة الشمالیة - السیف - النورس (بترومین) - الفنار - المیناء - العنود - البدیع - الإسکان - بن خلدون - إسکان الحرس الوطنی - شورلین - الخالدیة الشمالیة والجنوبیة - القشلة - الناصریة - عبدالله فؤاد - هجر - النزهة (۵۵) - الجامعیین | - الواحة - الفردوس - البساتین - الفاخریة - الندی - الفیصلیة - المنار - طیبة - المزروعیة - الطبیشی - مدینة العمال - المریکبات - الریان - الإتصالات - الروضة(۳۷) - بدر(۹۱) - أحد(۷۱) - غرناطة(۷۵) - القادسیة(۸) - العمامرة | - الدواسر - الزهور - الحمراء - المحمدیة - الشاطیء - الجلویة - العزیزیة - الخلیج (الباطنة، الکهرباء) - النخیل - القزاز - البادیة(۷۶) - الضباب - النور - الفیحاء - العدامة - حی السوق - الأثیر (التلفزیون) - السلمانیة - الفرسان - حی الأمیر محمد بن سعود | - الربیع (الدوغة) - الجوهرة (جوهرة الخلیج) - الأمل - السلام - الرابیة - الزهراء - الدانة - جیتی - ضاحیة الملک فهد - درة الکورنیش |  |

مناطق مهم شهر دمام:
- أبراج السیف، المطار، النسیم العالی (الراجحی)، جوهرة المطار، الغنام، القیروان، الیمامة، العروبة، الجزیرة، الهضبة، الأنوار والشروق.

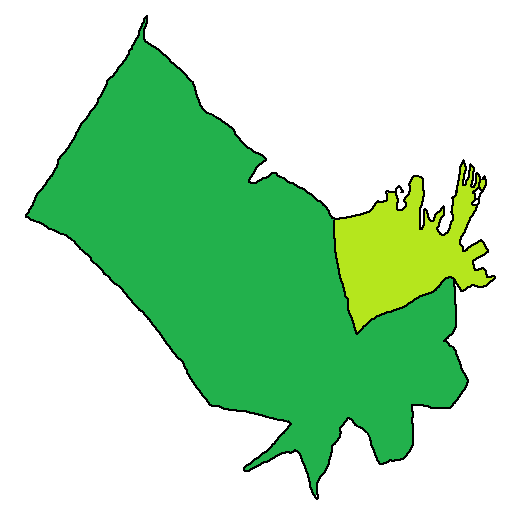
منطقه کلانشهری دمام (سبز روشن) و منطقه فرمانداری دمام (سبز پررنگ)